# گلبنزانده
گلبنزانده (به آلمانی: Gelbensande) یک شهر در آلمان است که در Rostock District واقع شده‌است. گلبنزانده ۱٬۷۹۴ نفر جمعیت دارد.